# طواف نيوزيلندا الكلاسيكي 2016
طواف نيوزيلندا الكلاسيكي 2016 (بالإنجليزية: New Zealand Cycle Classic 2016 )‏ هو سباق دراجات هوائية، وهو الموسم رقم 29 من السباق، وأقيم خلال الفترة 20 يناير 2016، وحتى 24 يناير 2016، وامتدّ لمسافة 664.8 كيلومتر، وهو أحد سباقات طواف أوقيانوسيا للدراجات 2016، وقد شارك في السباق 87 متسابقاً ووصل إلى نهايته 61 متسابقاً.
فاز فيه بالمركز الأول بين أوكونور، وبالمركز الثاني مارك أوبراين (دراج)، وبالمركز الثالث ستيفن وليامز (دراج)، والفائز في ترتيب التسلق  ريان كريستنسن.

## المراحل
| المرحلة   | التاريخ  | الدورة                              | type         | المسافة (كم) | الفائز بالمرحلة | القائد العام   |
| --------- | -------- | ----------------------------------- | ------------ | ------------ | --------------- | -------------- |
| المرحلة 1 | 20 يناير | ماسترتون ‏ – ماسترتون ‏               | مرحلة متوسطة | 123          | كريستوفر لوليس  | كريستوفر لوليس |
| المرحلة 2 | 21 يناير | ماسترتون ‏ – Martinborough ‏          | مرحلة متوسطة | 136٫8        | براد إيفانز     | اليكس فريم     |
| المرحلة 3 | 22 يناير | ماسترتون ‏ – Carterton, New Zealand ‏ | مرحلة متوسطة | 130          | كريستيان هاوس   | ريان توماس ‏    |
| المرحلة 4 | 23 يناير | ماسترتون ‏ – Admiral Hill‏            | مرحلة التلال | 152٫5        | بين أوكونور     | بين أوكونور    |
| المرحلة 5 | 24 يناير | ماسترتون ‏ – ماسترتون ‏               | مرحلة متوسطة | 122٫5        | Michael Cuming ‏ | بين أوكونور    |

## التصنيف العام النهائي
| \| التصنيف العام \| التصنيف العام \| التصنيف العام \| التصنيف العام \| التصنيف العام \| \| العداء \| العداء \| الفريق \| الوقت \| \| \| ------------- \| ------------- \| ------------------------------------------------------------- \| ------------- \| ------------- \| \| 1 \| بين أوكونور \| Bennelong SwissWellness Cycling Team p/b Cervelo [الإنجليزية]‏ \| \| \| \| 2 \| مارك أوبراين \| Bennelong SwissWellness Cycling Team p/b Cervelo [الإنجليزية]‏ \| \| \| \| 3 \| ستيفن وليامز \| JLT–Condor [الإنجليزية]‏ \| \| \| |              |                                                   |       |  |
| |              |                                                   |       |  |
| مصادر: ProCyclingStats Cycling Quotient Cycling Archives |              |                                                   |       |  |
| التصنيف العام |              |                                                   |       |  |
| العداء | العداء       | الفريق                                            | الوقت |  |
| 1 | بين أوكونور  | Bennelong SwissWellness Cycling Team p/b Cervelo ‏ |       |  |
| 2 | مارك أوبراين | Bennelong SwissWellness Cycling Team p/b Cervelo ‏ |       |  |
| 3 | ستيفن وليامز | JLT–Condor ‏                                       |       |  |

## وصلات خارجية
- الموقع الرسمي
- لمحة عن سباق طواف نيوزيلندا الكلاسيكي 2016 على موقع  ProCyclingStats   (برو  سايكلنج  ستاتس) - إحصاءات  محترفي  الدراجات.

- طواف نيوزيلندا الكلاسيكي 2016 على موقع إحصائيات الدراجات الإحترافية (الإنجليزية)
- طواف نيوزيلندا الكلاسيكي 2016 في موقع Cycling Archives سايكلنج أركايفز